# Dub Taylor
Dub Taylor (* 26. Februar 1907 in Richmond, Virginia; † 3. Oktober 1994 in Los Angeles), eigentlich Clarence Taylor, Jr.,  war ein US-amerikanischer Schauspieler.

## Leben
Taylor wuchs in Augusta, Georgia auf. Sein Filmdebüt gab er 1938 in Frank Capras Lebenskünstler, im folgenden Jahr hatte er auch eine kleine Rolle im James-Stewart-Klassiker Mr. Smith geht nach Washington. In den darauf folgenden 10 Jahren stellte er in über 50 B-Film-Western die Figur Cannonball dar, in anderen Filmgenres war er hingegen nur noch selten zu sehen. In den 1950er Jahren hatte er eine Rolle im B-Movie-Horrorfilm Formicula und spielte von 1957 bis 1958 in 32 Folgen die Figur des Wallie Sims in der Fernsehserie Casey Jones, der Lokomotivführer. 
1965 besetzte ihn Regisseur Sam Peckinpahs in Sierra Charriba und in der Folge auch in weiteren Western wie The Wild Bunch – Sie kannten kein Gesetz, Junior Bonner, Die letzten beißen die Hunde, Getaway und Pat Garrett jagt Billy the Kid. Seine Paraderolle war hierbei die Rolle des ergrauten, etwas kauzigen Westerners. Zu seinen weiteren Filmen gehörten die Western Die Unbesiegten mit John Wayne, Ein Mann, den sie Pferd nannten sowie Maverick – Den Colt am Gürtel, ein As im Ärmel, seine letzte Rolle vor seinem Tod 1994. 1967 hatte er eine Nebenrolle in dem Filmklassiker Bonnie und Clyde an der Seite von Faye Dunaway und Warren Beatty. Er spielte daneben auch Gastrollen in Serien wie Bonanza, Rauchende Colts, Die Leute von der Shiloh Ranch, Alias Smith und Jones und Unsere kleine Farm.
Sein Sohn Buck Taylor trat als Schauspieler in seine Fußstapfen und spielte unter anderem eine Hauptrolle in der Serie Rauchende Colts.

## Filmografie (Auswahl)
- 1938: Lebenskünstler (You Can’t Take It with You)
- 1939: Mr. Smith geht nach Washington (Mr. Smith Goes to Washington)
- 1950: Lach und wein mit mir (Riding High)
- 1952: Lockruf der Wildnis (Lure of the Wilderness)
- 1952: Faustrecht in Minnesota (Woman of the North Country)
- 1953: Der brennende Pfeil (The Charge At Feather River)
- 1954: Formicula (Them!)
- 1956: Die erste Kugel trifft (The Fastest Gun Alive)
- 1959: Eine Nummer zu groß (A Hole in the Head)
- 1961: Sein Name war Parrish (Parrish)
- 1965: Sierra Charriba (Major Dundee)
- 1965: Vierzig Wagen westwärts (The Hallelujah Trail)
- 1965: Cincinnati Kid (The Cincinnati Kid)
- 1967: Bonnie und Clyde (Bonnie and Clyde)
- 1967: Die nackten Tatsachen (Don’t Make Waves)
- 1968: Bandolero (Bandolero!)
- 1969: Die Unbesiegten (The Undefeated)
- 1969: The Wild Bunch – Sie kannten kein Gesetz (The Wild Bunch)
- 1969: Der Gauner (The Reivers)
- 1969: Frank Patch – Deine Stunden sind gezählt (Death of a Gunfighter)
- 1970: …tick… tick… tick…
- 1970: Die Glut der Gewalt (The Liberation of L. B. Jones)
- 1970: Ein Mann, den sie Pferd nannten (A Man Called Horse)
- 1971: Latigo (Support Your Local Gunfighter)
- 1972: Junior Bonner
- 1972: Getaway (The Getaway)
- 1973: Pat Garrett jagt Billy the Kid (Pat Garrett & Billy the Kid)
- 1973: Tom Sawyers Abenteuer (Tom Sawyer)
- 1974: Die letzten beißen die Hunde (Thunderbolt and Lightfoot)
- 1976: Landhaus der toten Seelen (Burnt Offerings)
- 1976: Mein Name ist Gator (Gator)
- 1977: Bernard und Bianca – Die Mäusepolizei (The Rescuers)
- 1979: 1941 – Wo bitte geht’s nach Hollywood (1941)
- 1984: Auf dem Highway ist wieder die Hölle los (Cannonball Run II)
- 1986: Rocket Man (The Best of Times)
- 1990: Zurück in die Zukunft III (Back to the Future Part III)
- 1994: Maverick – Den Colt am Gürtel, ein As im Ärmel (Maverick)